# エムジーホーム
株式会社エムジーホーム（英: MG HOME CO., LTD.）は、愛知県名古屋市中区に本社を置く分譲マンションの企画・販売を行う会社である。AMGホールディングスグループの1社。

## 概要
2021年（令和3年）4月1日、AMGホールディングス（旧・エムジーホーム）が持株会社に移行し、社名を株式会社MG準備会社より株式会社エムジーホームに変更し、AMGホールディングスより分譲マンション事業を承継。
「モアグレース」ブランドで愛知県、岐阜県を中心に事業を展開し、一宮市、岐阜市でのマンション供給戸数は1位である。

## 沿革
- 2020年（令和2年）11月 - AMGホールディングス（旧エムジーホーム）より分譲マンション事業承継を目的として設立。
- 2021年（令和3年）4月 - 社名をエムジーホームに変更し、AMGホールディングス（旧エムジーホーム）より分譲マンション事業を承継。

## 関連会社
- 株式会社アーキッシュギャラリー - 東京・名古屋・大阪エリアを中心に商業建築、注文住宅、不動産開発を行っている。
- エムジー総合サービス株式会社 - 主に愛知・岐阜エリアにて分譲マンションの管理を行っている。
- 株式会社TAKIHOUSE - 川崎・横浜・東京エリアを中心に分譲戸建の企画・建設・販売を行っている。
- 株式会社ミライエ - 主に神奈川・東京エリアにて不動産仲介を行っている。